# 室内广播体操
室内广播体操，简称室内操，即广播体操的室内版。随着中国雾霾的加剧，中国大陆部分学校自创室内广播体操，将原广播体操改变成适合室内进行的版本，使学生在雾霾或阴雨天气内也可以进行体育锻炼，排除了场地、天气的限制。由于国家或政府并没有统一发布室内广播体操，因此室内操由学校自主改编、录像而成，甚至每个学校有各自不同的版本。